# Yvonne De Carlo
Margaret Yvonne Middleton (1. září 1922 Vancouver – 8. ledna 2007 Los Angeles) byla kanadsko-americká herečka, tanečnice a zpěvačka.

## Život

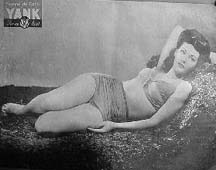
Yvonne De Carlo na obálce časopisu Yank (1944)

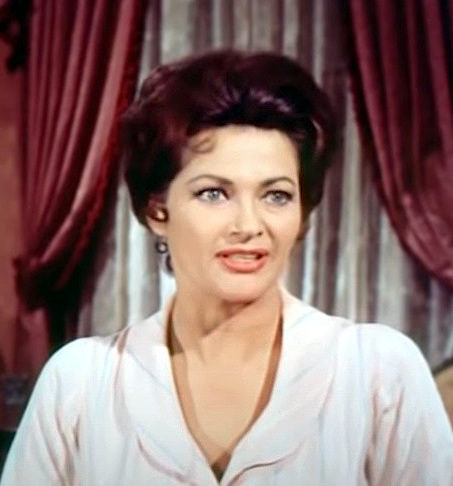
Yvonne De Carlo ve filmu McLintock! (1963)

Narodila se 1. září 1922 ve Vancouveru novozélandskému obchodníkovi Williamu Shelto Middletonovi a Marii De Carlo se sicilsko-skotskými předky. V jejích třech letech však otec od rodiny odešel a matka musela tvrdě pracovat jako pomocná síla v restauraci. Svou dceru nejprve přihlásila do taneční, a poté i do dramatické školy.
V 15 letech se s matkou vypravily do Hollywoodu zkusit štěstí, ale nic z této cesty nevzešlo a vrátily se zpět do Kanady. V roce 1940 zkusily štěstí znovu, a tentokrát už malou práci našla. Svou hereckou kariéru začala vedlejšími rolemi v pár krátkých filmech až konečně dostala nabídku hrát v celovečerním filmu Harvard, Here I Come! (1941).
Až do roku 1945 hrála stále pouze vedlejší role sekretářek či přítelkyní, ale nechtěla se vzdát a dál čekala na svou první větší roli. Ta přišla s filmem Salome, Where She Danced (1945), kde hrála hlavní roli slavné tanečnice Salome. Film sice neměl u kritiků velký úspěch, ale pro Yvonne se stal v kariéře velkým zlomem.
Na další dvě dekády se řadila k hollywoodské elitě a zahrála si ve spoustě známých a úspěšných filmů, jako například Slave Girl (1947), Hrubá síla (1948), Křížem krážem (1949), či Scarlet Angel (1952).
Nejúspěšnějším filmem v její kariéře se stalo historické drama Desatero přikázání (The Ten Commandments, 1956). Po tomto filmu se začala objevovat i v mnoha seriálech (Bonanza [1959] či The Munsters [1964]). U filmu však stále neskončila a do konce své kariéry se blýskla ještě v několika dalších snímcích.
Yvonne zemřela na selhání srdce 8. ledna 2007 ve věku 84 let.

## Filmografie (výběrová)

### Filmy
- 1945 Salome, Where She Danced (režie Charles Lamont)
- 1945 Frontier Gal (režie Charles Lamont)
- 1947 Song of Scheherazade (režie Walter Reisch)
- 1947 Slave Girl (režie Charles Lamont)
- 1947 Hrubá síla (režie Jules Dassin)
- 1948 River Lady (režie George Sherman)
- 1948 Casbah (režie John Berry)
- 1948 Black Bart (režie George Sherman)
- 1949 The Gal Who Took the West (režie Frederick De Cordova)
- 1949 Křížem krážem (režie Robert Siodmak)
- 1949 Calamity Jane and Sam Bass (režie George Sherman)
- 1950 The Desert Hawk (režie Frederick De Cordova)
- 1950 Buccaneer's Girl (režie Frederick De Cordova)
- 1951 Tomahawk (režie George Sherman)
- 1951 Hotel Sahara (režie Ken Annakin)
- 1952 Scarlet Angel (režie Sidney Salkow)
- 1952 Hurricane Smith (režie Jerry Hopper)
- 1953 Sea Devils (režie Raoul Walsh)
- 1953 Fort Algiers (režie Lesley Selander)
- 1954 Border River (režie George Sherman)
- 1955 Shotgun (režie Lesley Selander)
- 1956 Desatero přikázání (režie Cecil B. DeMille)
- 1957 Kapka krve (režie Raoul Walsh)
- 1959 Timbuktu (režie Jacques Tourneur)
- 1963 McLintock! (režie Andrew V. McLaglen)
- 1966 Munster, Go Home! (režie Earl Bellamy)

### Seriály
- 1959 Bonanza (režie 69 různých)
- 1964 The Munsters (režie 9 různých)
- 1985 To je vražda, napsala (2. série, 9 epizoda), (režie John Llewellyn Moxey)